# Hays (Kansas)
Hays – miasto w Stanach Zjednoczonych, w stanie Kansas, siedziba hrabstwa Ellis. Ludność: 20 013 (ostatni census z 2000). Stanowi największe miasto północno-zachodniego regionu stanu, teren rolniczy pod uprawą pszenicy, kukurydzy i soi, ongiś wielkie trawiaste prerie wyżynne rojące się od stad bizonów. Miasto leży na skrzyżowaniu autostrady międzystanowej nr 70 i drogi krajowej US Highway 183.
Znajduje się tu kampus uniwersytetu stanowego Fort Hays State University.
Dziki Bill Hickok był tu szeryfem w latach 1869–1870 i przeżył szereg pojedynków na rewolwery. Strona oficjalna miasta podaje, że od sierpnia 1867 do grudnia 1873 zdarzyło się tutaj lub w okolicach 30 zabójstw. Hays City wyrobiło sobie zasłużoną reputację jednego z najniebezpieczniejszych miasteczek kresów kansaskiego Dziki Zachodu.
Pobliski fort armii USA, Fort Hays, jest uwieczniony w oskarowym filmie Tańczący z wilkami jako ostatnie cywilizowane osiedle, z którego wyrusza bohater filmu  Kevin Costner.

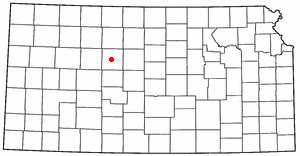
Hays zaznaczone na mapie hrabstw stanu Kansas

Hays zaznaczone na mapie hrabstwa Ellis